# Robert Grudzień
Robert Zygmunt Grudzień (ur. 20 marca 1964, Radom, Polska) – artysta muzyk (organy, fortepian, klawesyn, akordeon ), kompozytor, dyrektor festiwali muzycznych, producent muzyczny i teatralny.
Naukę muzyki rozpoczął w Ognisku Baletowym w Radomiu w klasie prof. Heleny Stadnickiej, Ognisku Muzycznym w klasie prof. Jadiwigi Drobieckiej oraz w Państwowej Szkole Muzycznej im. Oskara Kolberga w Radomiu w klasie prof. Barbary Pachuty. Jest absolwentem Liceum Muzycznego w Lublinie, Akademii Muzycznej w Łodzi oraz Hochschule für Musik w Düsseldorfie. Jego profesorami byli m.in. Christoph Schoener, Kajetan Mochtak, Slawa Kowalinski, Mirosław Pietkiewicz, Werner Smigielski, Zdzisław Jańczuk, Andrzej Nikodemowicz.  Studia uzupełniał podczas kursów mistrzowskich w Republice Czeskiej, Austrii, Polsce i Francji w klasie prof. Guy Bovet, Daniel Roth, Jean Guillou, Józef Serafin, Ferdinand Klinda, Milan Šlechta, Istvan Ella. 
Robert Grudzień artysta muzyk,  wirtuoz na królewskim instrumencie organach, pianista, klawesynista i kompozytor.

## Współpraca
Od roku 1986 występował m.in. z: Teresą Żylis-Gara, Małgorzatą Walewską, Alicją Węgorzewską, Wiesławem Ochmanem, Markiem Torzewskim, Dariuszem Stachurą, Konstantym Andrzejem Kulką, Georgijem Agratiną, [Krzysztofem Kolbergerem, Anną Seniuk, Lindsay Davidson, Grażyną Barszczewską, Anna Romantowską, Haliną Łabonarską, Krzysztofem Globiszem, Zbigniewem Zamachowskim, Maciejem Zakościelnym, Jerzym Zelnikiem, Włodzimierzem Matuszakiem, Cezarym Żakiem, Jerzym Trelą i Olgierdem Łukaszewiczem. Współpracował także z Poznańskimi Słowikami, Chórem Polskiego Radia w Krakowie, Stefanem Stuligroszem, Krzysztofem Pendereckim, Henrykiem Mikołajem Góreckim, Jerzym Maksymiukiem i Krzysztofem Zanussim.

## Koncerty
Koncertował na festiwalach muzycznych w Polsce, w Europie i na innych kontynentach. Miejsca koncertów to m.in.: Opera Wrocławska, Filharmonia Narodowa, Filharmonia Lubelska, Filharmonia Świętokrzyska, Filharmonia Bałtycka, Filharmonia Podkarpacka, katedry w miastach: Warszawa, Gdańsk, Frombork, Kamień Pomorski, Lublin, Radom, Leżajsk, Kraków, Poznań, Kielce, Wrocław, Trzebnica oraz festiwale w Łańcucie, Krynicy-Zdroju, Leżajsku, Busku-Zdroju. Koncerty na świecie m.in.: New York, Montreal, Paryż, Madryd, Rzym, Berlin, Duesseldorf, Dublin, Londyn, Kijów.

## Nagrania
* Nagrania płytowe (Dux, Polihymnia), radiowe i telewizyjne (solowe, kameralne).
- 1997 CD Muzyka Organowa Leżajsk. Robert Grudzień organy, Grzegorz Olkiewicz flet
- 2003 CD Jan Paweł II Tryptyk Rzymski – medytacje. Krzysztof Kolberger, Georgij Agratina, Robert Grudzień
- 2003 CD Jan Paweł II „Dar i Tajemnica”. Jerzy Zelnik, Georgij Agratina, Robert Grudzień
- 2004 CD „Dobrem Zwyciężać”. Jerzy Zelnik, Georgij Agratina, Robert Grudzień
- 2005 CD Janowi Pawłowi II Georgij Agratina fletnia Pana, cymbały, Robert Grudzień organy
- 2006 Nagranie „Missa pro Pace” Polskie Radio Bazylika w Trzebnicy. Wykonawcy: Chór Polskiego Radia, Robert Grudzień organy, Krzysztof Penderecki dyrygent
- 2006 CD Misterium Dźwięku w 30 rocznicę Wydarzeń Radomskich Czerwca 1976. Robert Grudzień kompozytor, organy, Iwona Jędruch – gongi, misy dźwiękowe
- 2008 Nagranie Polskie Radio Album „Wołyń 1943” pod patronatem Prezydenta Lecha Kaczyńskiego z wykorzystaniem kompozycji Roberta Grudnia Misterium Dźwięku „Dolorosa” i „Człowiek”
- 2008 CD Leżajsk – Jędrzejów Robert Grudzień organy
- 2008 CD „Słowo Herberta” – inspiracje Chopinowskie Robert Grudzień fortepian, kompozytor. Muzyka do spektaklu z poezją Zbigniewa Herberta w recytacji Krzysztofa Kolbergera.
- 2009 Nagranie kolęd Marek Torzewski i Robert Grudzień Kościół pw. św. Rodziny Lublin
- 2009 CD Farny Małgorzata Walewska i Robert Grudzień Fara Kazimierska Kazimierz Dolny nad Wisłą
- 2011 CD Leżajsk Muzyka Organowa.
- 2012 DVD Film „ArtFutbol Euro 2012”. Piotr Pawiński malarstwo, Georgij Agratina fletnia Pana, cymbały, talinka, Robert Grudzień fortepian
- 2025 CD Poezja muzyką Roberta Grudnia inspirowana

## Nagrody i wyróżnienia
Działalność artystyczna, organizacyjna i charytatywna przyniosły mu szereg nagród i wyróżnień m.in.:
- 1990 – Nagroda Komitetu ds. Radia i Telewizji za twórczość radiową,
- 2001 – Medal oraz nagroda kulturalna Prezydenta Miasta Lublina,
- 2001 – Nagroda kulturalna Marszałka Województwa Lubelskiego,
- 2003 – Medal Bene Merenti Civitas Radomiensis Prezydenta Miasta Radomia,
- 2006 – Medal „Zasłużony dla Kultury Polskiej” od Ministra Kultury i Dziedzictwa Narodowego Kazimierza Michała Ujazdowskiego,
- Od 13 listopada 2007 członek Honorowego Komitetu Rozwoju Centrum Onkologii Ziemi Lubelskiej im. św. Jana Z Dukli[1]
- 2008 – Nagroda bp. Jana Chrapka „Mój Radom”...,
- 2010 – Medal Towarzystwa Pomocy im. św. Brata Alberta,
- 2010 – Nagroda Prezydenta Miasta Lublin,
- 2010 – Dyplom Honorowy Przyjaciel Zespołu Szkół w Wolanowie,
- Od 2011 - Patron artystyczny Zespół Szkół Heureka Pabianice,
- Od 2014 - Patron artystyczny Szkoła Muzyczna I Stopnia ZDZ Radom,
- 2014 – Medal „Pro Patria”,
- 2016 – Nagroda Prezydenta Miasta Lublin,
- Od 2016 - Członek Zespołu Muzyki Dawnej Konfraternia Caper Lublinensis /organy, pozytyw/,
- Od 2018 - Związek Piłsudczyków Rzeczypospolitej Polskiej, członek w stopniu majora,
- Od 2019 - Patron artystyczny Zespół Ludowy Owadowianki,
- 2024 – Medal Prezydenta Miasta Lublin,
- 2024 - Dyplom Uznania Marszałek Województwa Lubelskiego,
- honorowy obywatel: Leżajska (1997), Zelowa (2000), Jędrzejowa (2001), Stalowej Woli (2001)[2], Stromca (2012), Lipska (2013), Wolborza (2020).
- Medal Przyjaciel Miasta Mielca (1998).

## Działalność
Organizator festiwali muzycznych, organowych i akcji na rzecz zabytkowych organów w Polsce. Wykłada gościnnie w Szwajcarii oraz Niemczech.
Juror konkursów muzycznych.
Inicjator i producent oficjalnego koncertu z okazji wizyty Benedykta XVI w Polsce – 29 maja 2006 r. – Kalwaria Zebrzydowska prawykonanie koncertu na fortepian, orkiestrę symfoniczną i organy Slawy Kowalinskiego.
Zainicjował festiwale: Radom-Orońsko, Leżajsk, Zelów, Kalwaria Zebrzydowska, Jedrzejów, Lublin. Pełni funkcję dyrektora Fundacji im. Mikołaja z Radomia. Od 13 listopada 2007 członek Honorowego Komitetu Rozwoju Centrum Onkologii Ziemi Lubelskiej im. św. Jana z Dukli. Członek Teatru Kuraciusza nadany przez Przedsiębiorstwo Uzdrowisko Ciechocinek S.A. W roku 2016 Robert Grudzień skomponował Oratorium „Bóg Ciebie ochrzcił, Bóg dał Ci siłę” w 1050 rocznicę chrztu Polski wykonywane od 17 kwietnia do 18 grudnia w 50 ośrodkach kulturalnych całej Polski. Od 2011 roku pracuje jako solista Filharmonii Lubelskiej. Członek zarządu Związku Zawodowego Pracowników Filharmonii Lubelskiej. W latach 2016–2018 Członek Zespołu Muzyki Dawnej Konfraternia Caper Lublinensis /organy, pozytyw/. Patron artystyczny: Zespół Szkół Heureka Pabianice, Szkoła Muzyczna I Stopnia ZDZ Radom oraz Zespół Ludowy Owadowianki. Robert Grudzień od 14.10.2018 roku jest członkiem Związku Piłsudczyków Rzeczypospolitej Polskiej w stopniu majora. W roku 2018 zorganizował sto wydarzeń w ramach autorskiego projektu edukacyjno-kulturalnego „Zrozumieć Niepodległą” z okazji 100. rocznicy odzyskania przez Polskę Niepodległości 1918-2018. W roku 2019 organizuje ogólnopolski projekt autorski „Moniuszko i jego czasy” w 200. rocznicę urodzin Stanisława Moniuszki.